# Scène cinématique
Pour l'emploi du terme dans le domaine de la physique, voir Cinématique.

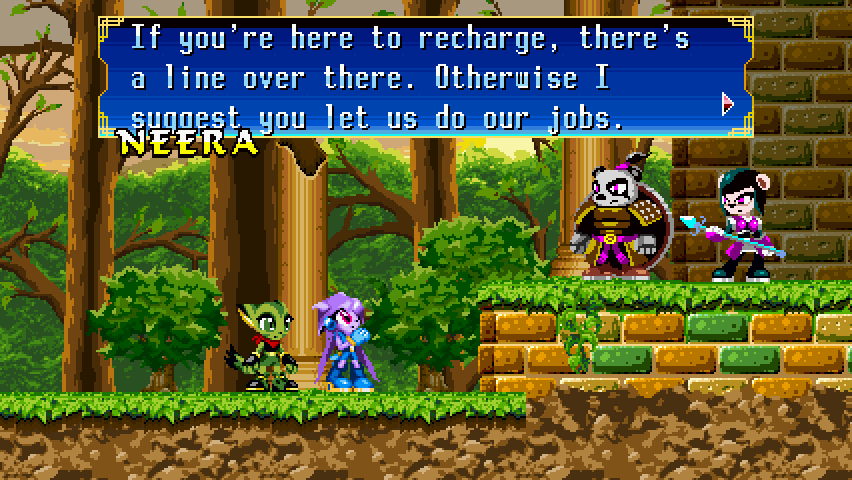
Cinématique du jeu Freedom Planet

Dans un jeu vidéo, une scène cinématique (abrégé en cinématique) est un extrait vidéo qui survient lors d'un moment particulier du jeu. Une cinématique sert généralement à faire avancer la narration, le scénario ou bien à mettre l'accent sur un point précis de l'histoire.

## Description
Constituée généralement de scènes aux prises de vues travaillées — ce qui la rapproche du cinéma, d'où le nom de cinématique —, la cinématique est l'occasion d'une pause dans le jeu.
Le joueur y est généralement passif, même si on rencontre parfois certaines cinématiques interactives qui incluent un quick time event pour poursuivre l'aventure (comme dans Resident Evil 4). On trouve généralement des cinématiques en guise de prologue et d'épilogue aux jeux.
Si la fréquence et la qualité des cinématiques ont augmenté considérablement avec l'arrivée du support CD-ROM et la première console PlayStation (notamment avec les jeux Final Fantasy VII et Metal Gear Solid, ces séries devenant dès lors des références en matière de cinématiques), on trouvait déjà de telles séquences dans beaucoup de titres plus anciens. Ces cinématiques se servaient alors uniquement du moteur de jeu pour faire progresser l'histoire, et étaient l'occasion de voir des sprites inédits.